# La Bòria-la Passada
La Bòria-La Passada és un jaciment prehistòric del municipi de Sant Quintí de Mediona (l'Alt Penedès), inclòs a l'Inventari del Patrimoni Arqueològic i Paleontològic de Catalunya.
Ha sigut identificat com un taller o centre de producció i explotació de sílex del Paleolític mitjà (-90.000/-50.000).

## Descobriment i historiografia
Les primeres notícies que es tenen són del maig de 1958, any en què va ser descobert per l'arqueòleg Pere Giró. Aquest jaciment forma part d'un conjunt de jaciments que va identificar Antoni Freixes en aquesta zona com a 6 jaciments individualitzats (Jaciment arqueològic del Turó de la Noguera, Jaciment arqueològic de Passada-Nogueres, Jaciment arqueològic del Turó, Jaciment arqueològic de La Bòria-La Passada i Jaciment arqueològic de les Barquies). El jaciment està situat entre la barriada de La Bòria i la masia de la Passada, al sud-est de la població de Sant Quintí de Mediona, a banda i banda de la carretera C-244 (Igualada- Sitges entre els kilòmetres 21-22).

## Troballes arqueològiques
Giró el 1958 va identificar un gran nombre de quarsites barrejades amb algunes pissarres. Les característiques d'algunes quarsites identificades per Giró eren indicatives de una certa preparació o treball antròpic in situ. Però Giró sovint utilitza noms diferents per a identificar els noms dels jaciments d'aquesta zona fen que es confonguin les evidències, si més no, dels elements que s'han pogut observar es consta d'una cinquantena d'elements exclusivament de sílex deshidratat, que se situen en el Paleolític mitjà o Mosterià amb certes evidències de sílex que podria ser de períodes posteriors com el Paleolític Superior o l'Epipaleolític. La tipologia d'aquest elements es reparteix entre ascles i fragments, destacant algunes rascadores, dos d'elles transversals, làmines amb denticulats i algunes amb retocs marginals de cronologia imprecisa.